# Matthias Miersch
Matthias Miersch (ur. 19 grudnia 1968 w Hanowerze) – niemiecki polityk i prawnik, działacz Socjaldemokratycznej Partii Niemiec (SPD) i od 2024 jej sekretarz generalny, deputowany do Bundestagu, od 2025 przewodniczący frakcji SPD w Bundestagu.

## Życiorys
W 1988 roku zdał maturę w Kooperativen Gesamtschule/Albert-Einstein-Schule w Laatzen. W latach 1988–1996 odbywał zastępczą służbę w ratownictwie Niemieckiego Zakonu Joannitów. W 1993 ukończył studia prawnicze na Uniwersytecie w Hanowerze, w 1996 kontynuował naukę w Wyższej Szkole Administracyjnej w Spirze, a rok później zdał drugie państwowe egzaminy prawnicze i uzyskał uprawnienia adwokackie. W 1999 obronił doktorat z prawa konstytucyjnego i historii prawa. Od 2000 roku posiada tytuł adwokata specjalizującego się w prawie karnym. Pracował jako partner w kancelarii Rischmüller – Pörtner und Kollegen, a od 2010 roku współpracuje z kancelarią Bernzen Sonntag Rechtsanwälte.
Od 1983 działał w CVJM i parafii Thomasgemeinde Laatzen. Był sędzią piłkarskim, członkiem rady kuratorów Niemieckiej Federalnej Fundacji Środowiskowej i Izby Zrównoważonego Rozwoju EKD. Należy do NABU, AWO i rady doradczej Niemieckiej Fundacji Środowiskowej.
Do SPD wstąpił w 1990 roku. W latach 1991–2018 zasiadał w radzie miejskiej Laatzen, od 1995 do 2005 kierował tamtejszą frakcją SPD. Pełnił liczne funkcje partyjne, m.in. przewodniczącego SPD w regionie Hanower (2009–2019) i członka zarządu federalnego (od 2013). Od 2019 kieruje SPD w okręgu Hanower.
W 2005 roku został po raz pierwszy wybrany do Bundestagu. Z powodzeniem ubiegał się o reelekcję w 2009, 2013, 2017, 2021 i 2025. Pełnił funkcje rzecznika ds. zrównoważonego rozwoju (2005–2009), rzecznika ds. środowiska (2009–2017) oraz wiceprzewodniczącego frakcji parlamentarnej (2017–2024). W 2024 roku objął funkcję tymczasowego sekretarza generalnego SPD. W maju 2025 został przewodniczącym frakcji SPD w Bundestagu, zastępując Larsa Klingbeila, który objął funkcje wicekanclerza i ministra finansów w rządzie Friedricha Merza.